# Susan Hemingway
Susan Hemingway (auch: Elisabeth Hemingway; * 1960 in Deutschland als Maria Rosalia Coutinho) ist eine in Deutschland geborene ehemalige portugiesische Schauspielerin.

## Leben
Hemingway drehte 1976 im Alter von 16 Jahren ihren ersten Film mit dem Nunsploitation Drama Liebesbriefe einer portugiesischen Nonne, unter der Regie von Jess Franco. Es folgten bis 1983 sieben weitere Filme unter der Regie von Jess Franco, darunter auch die beiden Hardcore-Produktionen Mach’s nochmal, Baby und Je Brule de Partout. Im Jahr 1983 beendete sie ihre Mainstream und Hardcore Schauspielkarriere.

## Filmografie
- 1977: Die Liebesbriefe einer portugiesischen Nonne
- 1978: Frauen für Zellenblock 9
- 1979: Mach’s nochmal, Baby (Elles font tout)
- 1979: Je brûle de partout
- 1980: Ópalo de fuego: Mercaderes del sexo
- 1980: Sinfonía erótica
- 1983: Voces de muerte